# Höftland Bockholmwik und angrenzende Steilküsten
Das Höftland Bockholmwik und angrenzende Steilküsten ist ein Naturschutzgebiet in der schleswig-holsteinischen Stadt Glücksburg (Ostsee) und den Gemeinden Munkbrarup und Langballig im Kreis Schleswig-Flensburg.

## Allgemeines
Das aus zwei Teilflächen bestehende Naturschutzgebiet umfasst rund 381 Hektar, wovon circa 157 Hektar auf Land- und 224 Hektar auf Wasserflächen der Flensburger Außenförde entfallen. Das Naturschutzgebiet ist unter der Nummer 194 in das Verzeichnis der Naturschutzgebiete des Ministeriums für Energiewende, Landwirtschaft, Umwelt und ländliche Räume eingetragen. Das Gebiet ist größtenteils Bestandteil des FFH-Gebietes „Küstenbereiche Flensburger Förde von Flensburg bis Geltinger Birk“ und umfasst Teile der als EU-Vogelschutzgebiet „Flensburger Förde“ ausgewiesenen, der Küste vorgelagerten Flachwasserbereiche der Ostsee. Landseitig grenzt das Naturschutzgebiet an das Landschaftsschutzgebiet „Flensburger Förde“. Das Gebiet steht seit dem 24. Dezember 2015 unter Naturschutz (Datum der Verordnung: 30. November 2015). Es wird vom Naturschutzverein im Amt Langballig betreut.

## Beschreibung
Das Naturschutzgebiet liegt östlich von Glücksburg. Es umfasst den Steilküstenbereich südlich von Bockholm, der von einem bis zu 30 m hohen Moränenkliff gebildet wird, sowie den zwischen Bockholmwik und Langballigholz gelegenen Küstenabschnitt, in dem die Jungmoränen-Hochfläche größtenteils nicht bis an die Küste reicht und der Bereich hier bis auf den östlichen Teil nicht als Steilküste ausgeprägt ist. In diesem Teilbereich ist der Hochfläche das 200 bis 400 m breite Höftland mit Spülsäumen und naturnahen und kulturgeprägten Strandwallsystemen mit Salzwiesen, Feucht- und Nasswiesen sowie artenreichem, magerem Grünland vorgelagert. Die auf der Hochebene angrenzenden, strukturreichen Wälder mit den Bachschluchten von Ringsbergerau und Königsau und Seitentälern sind in das Naturschutzgebiet einbezogen. Die Ringsbergerau ist in einem Teilstück verrohrt; eine Renaturierung des Teilstücks wird angestrebt. Die Wälder verfügen über einen hinreichenden Anteil an Alt- und Totholz. Das Naturschutzgebiet erstreckt sich in einer Breite von 500 bis 600 m auch auf die den beiden Küstenabschnitten vorgelagerten Strandflächen und Flachwasserbereichen in der Flensburger Außenförde mit Seegraswiesen, Windwatten, Sandbänken, Riffen, Muschelbänken und Blockfeldern. Das ostseetypische Küstenökosystem ist naturnah ausgeprägt und existiert in vergleichbarer Form kaum noch an der schleswig-holsteinischen Ostseeküste. Es hat somit für den Naturschutz eine besondere Bedeutung. Der Bereich zwischen dem Beginn des Kliffs unterhalb von Wahrberg und der Ostseite des Sportboothafens von Bockholmwik ist aus dem Geltungsbereich der Naturschutzverordnung ausgenommen, da dieser Bereich stark touristisch genutzt wird.
Die Wälder im Naturschutzgebiet, die rund 50 % der Fläche einnehmen, sind als Buchenwälder und Eichen-Hainbuchen-Wälder sowie Eichenwälder mit Stieleiche ausgeprägt. In den Bachschluchten sowie an den Steilküsten stocken teilweise Schlucht- und Hangmischwälder. Feuchte Standorte in den Bachtälern und entlang der Küste werden von Auwäldern mit Schwarzerle und Esche eingenommen. In den Grünlandbereichen sind Seggenrieder, Röhrichte und Hochstaudenfluren zu finden.
Die Strandwalllandschaft und die angrenzenden feuchten Grünlandstandorte sind Lebensraum einer vielfältigen Flora. Im Naturschutzgebiet wurden hier über 200 Pflanzenarten, darunter auch 22 vom Aussterben bedrohte und gefährdete Arten der Roten Liste Schleswig-Holsteins nachgewiesen, darunter Stranddistel, Strandplatterbse, Gemeine Grasnelke, Breitblättriges Knabenkraut, Sumpfdotterblume, Kuckuckslichtnelke, Wiesenschaumkraut, Wiesenflaumhafer, Knöllchensteinbrech und Gemeiner Hornklee. Weitere im Naturschutzgebiet vorkommende Arten sind z. B. Bitteres Schaumkraut, Stattliches Knabenkraut, Fuchs’ Knabenkraut, Geflecktes Knabenkraut, Grünliche Waldhyazinthe, Fieberklee, Riesenschachtelhalm, Hängende Segge, Sumpffarn, Lebermoos sowie Schmalblättriges Wollgras und Glockenheide. Auf dem dem Höftland vorgelagerten Strandwall mit seinen Flachwasserzonen und Spülsäumen siedeln auch Melde, Meersenf, Strandhafer, Strandroggen, Rot- und Schafschwingel.
Die Flensburger Förde ist Lebensraum des Schweinswals, der sich u. a. von Hering, Makrele, Dorsch und Grundeln ernährt. Besondere Bedeutung hat das Gebiet für Eiderente, Bergente, Singschwan und Zwergseeschwalbe sowie Gänsesäger und Rotschenkel, die beide im Gebiet auch brüten. Im Naturschutzgebiet sind auch die Amphibien Kreuzkröte (im Küstenbereich) und Laubfrosch (auf der Hochebene) sowie der Kammmolch heimisch.
Das Naturschutzgebiet dient auch als Trittstein zwischen den Naturschutzgebieten „Halbinsel Holnis“, „Pugumer See und Umgebung“ und „Tal der Langballigau“. Neben seiner Bedeutung für den Naturschutz hat das Gebiet auch einen hohen Erholungswert. Es verfügt über ein gutes Wanderwegenetz, das u. a. für die Naherholung und durch den Tourismus genutzt wird.